# Why Man Creates
Why Man Creates (Ü.: Warum der Mensch erschafft/kreiert) ist ein US-amerikanischer teilanimierter Kurzfilm von Saul Bass aus dem Jahr 1968.

## Handlung
Der Film ist in verschiedene Segmente unterteilt:
- 1. The Edifice (Ü.: Das Gebäude): In Animation sind zunächst Höhlenmenschen zu sehen, die ein Tier jagen. Eine Höhlenmalerei des erlegten Tieres bildet den Grundstock für ein Gebäude, das in den Himmel zu wachsen beginnt. Die Entwicklung den Menschen zeigt sich über seine Erfindungen, gegenständlicher und gedanklicher Art, aber auch auf die Definition der Gesellschaft bezogen. In der Jetztzeit angelangt, hat das Gebäude eine extreme Höhe gewonnen. Ein Mensch steht an der Spitze, den Körper in den Wolken verborgen, und ruft um Hilfe.
- 2. Fooling Around (Herumalbern): Da manche Ideen durch Herumalbern entstehen, werden einige absurde Szenen gezeigt, darunter ein Ei, das beim Aufschlagen Farbe oder einen Schmetterling enthält, eine Unterhaltung zweier Personen, die sich am Ende im Austausch von Zahlen verliert, oder Passanten, die die Ampelanweisungen Go und Stop wörtlich nehmen und bspw. mitten auf der Kreuzung stehen bleiben. Der Erzähler macht deutlich, dass die Arbeit erst beginne, wenn die Idee da sei.
- 3. The Process (Der Prozess): Ein Mann stapelt Bausteine, bis sie zusammenfallen. Unterstützt von Zitaten Thomas Alva Edisons, Ernest Hemingways und Albert Einsteins, die den schwierigen Prozess der Ideeumsetzung beschreiben, kann der Mann sein Projekt schließlich fertigstellen. In die Bausteine hat er Arme und Beine von Schaufensterpuppen gesteckt, die sich bewegen. Eine Hand hält die US-Flagge.
- 4. The Judgement (Das Urteil): Das Kunstwerk wird der Öffentlichkeit präsentiert und von ihr bewertet. O-Töne fangen die Meinungen von Passanten ein, wobei die Bewertung von radikaler Ablehnung bis zu Akzeptanz reicht.
- 5. A Parable (Eine Parabel): Die Tischtennisballproduktion wird gezeigt. Ein Ball, der höher springt als die anderen, wird ausgesondert und springt anschließend durch die Stadt. In einem Park umringen ihn andere Tischtennisbälle und beschauen sein Springen. Ein besonders hoher Sprung lässt den Ball verschwinden. Die Meinungen darüber, was mit ihm geschehen wird, gehen auseinander: a) er kommt zurück, es dauert nur ein wenig; b) er wird zerstört, weil Bälle nicht fliegen können; c) er ist bei Bällen gelandet, die ebenfalls höher springen als andere.
- 6) A Degression (Eine Degression): Zwei Schnecken unterhalten sich darüber, wie radikale Ideen Institutionen bedrohen und, wenn sie zu Institutionen werden, radikale Ideen ablehnen, weil sie Institutionen bedrohen.
- 7) The Search (Die Suche): Wissenschaftler werden gezeigt: ein Krebsforscher, der seit 20 Jahren forscht und nun vor dem Durchbruch steht; ein Pflanzenforscher, der seit 12 Jahren forscht und dessen Ergebnisse in 15 bis 20 Jahren Anwendung finden können; ein Mann, der seit 20 Jahren zum Beginn des Universums forscht und immer noch nicht weiß, ob seine Theorie richtig oder falsch ist; ein Forscher, der nach sieben Jahren zu der Erkenntnis kommen musste, dass er falschliegt.
- 8) The Mark (Der Abdruck/Das Zeichen): Die Frage, warum der Mensch erschaffen will, warum er dabei gegen Zeit, Verfall, Zerstörung und Tod, aber auch gegen Ignoranz, Schmerz, den Stolz anderer usw. kämpft, stellt der Film zum Schluss. Alle Menschen verbindet dabei ein sie antreibender Grundsatz: Ich bin einmalig, ich bin hier, ich bin.

## Produktion
Why Man Creates wurde von der Kaiser Aluminum & Chemical Corporation präsentiert. Die Animation schuf Art Goodman. George Lucas, der zu der Zeit an der University of Southern California studierte, arbeitete als Kameramann (Second Unit) am Film mit.

## Auszeichnungen
Why Man Creates gewann 1969 den Oscar in der Kategorie Bester Dokumentar-Kurzfilm. Im Jahr 2002 wurde er in das National Film Registry aufgenommen.